# Anapisa deannulata
Anapisa deannulata är en fjärilsart som beskrevs av Embrik Strand 1912. Anapisa deannulata ingår i släktet Anapisa och familjen björnspinnare. Inga underarter finns listade i Catalogue of Life.